# 로드아일랜드 스쿨 오브 디자인

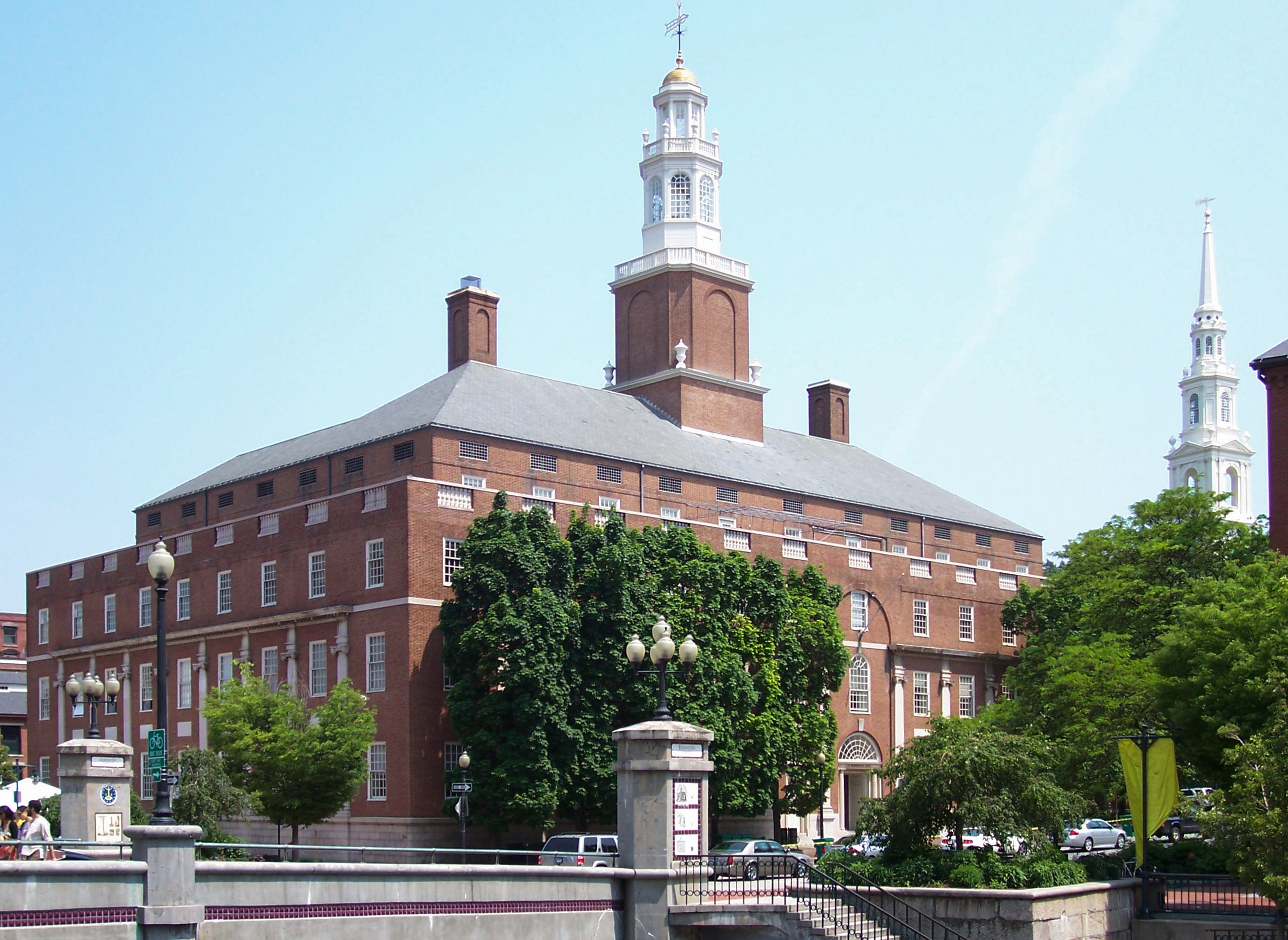
RISD 20 Washington Place

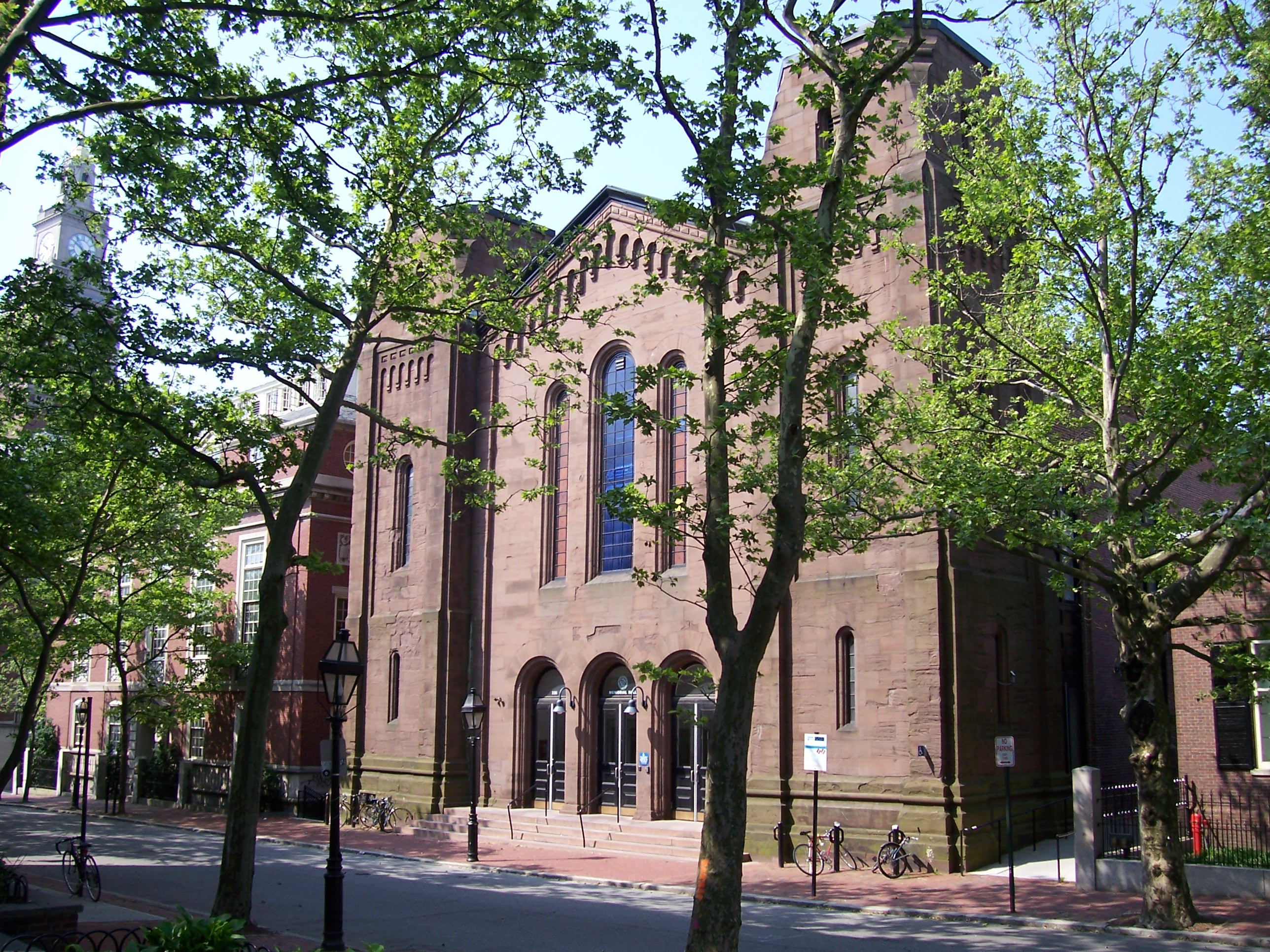
RISD Memorial Hall

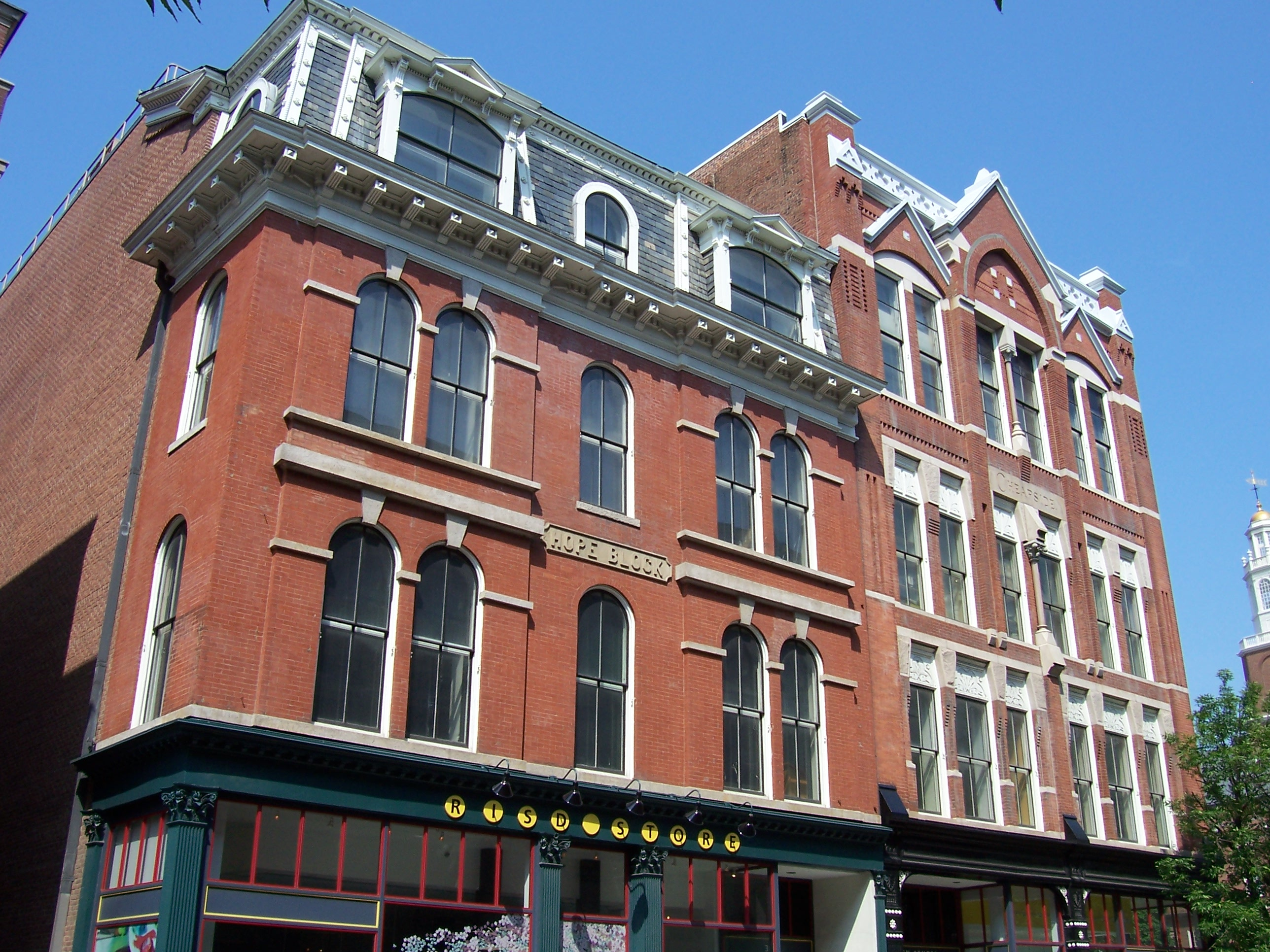
RISD Store

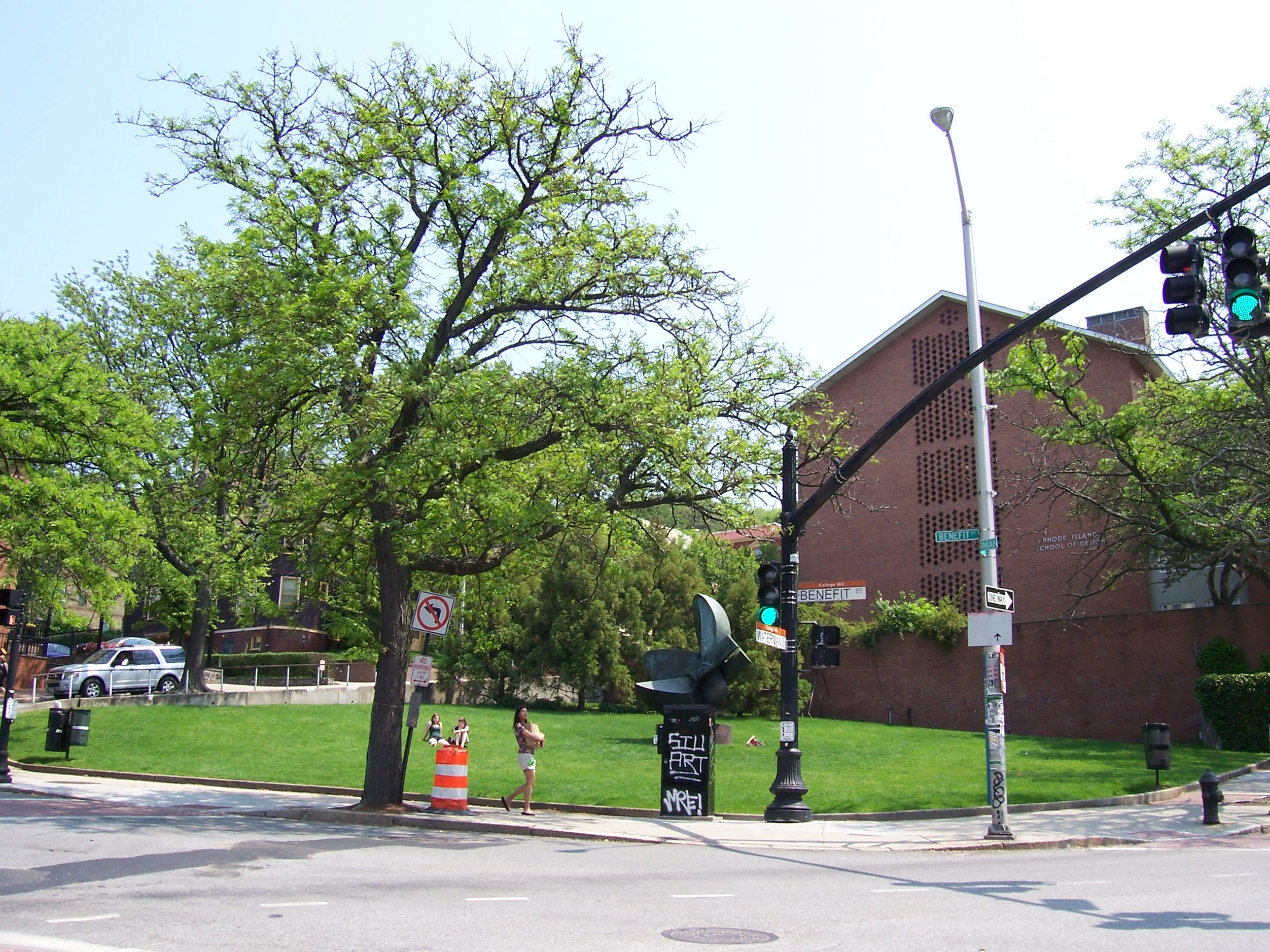
RISD Beach

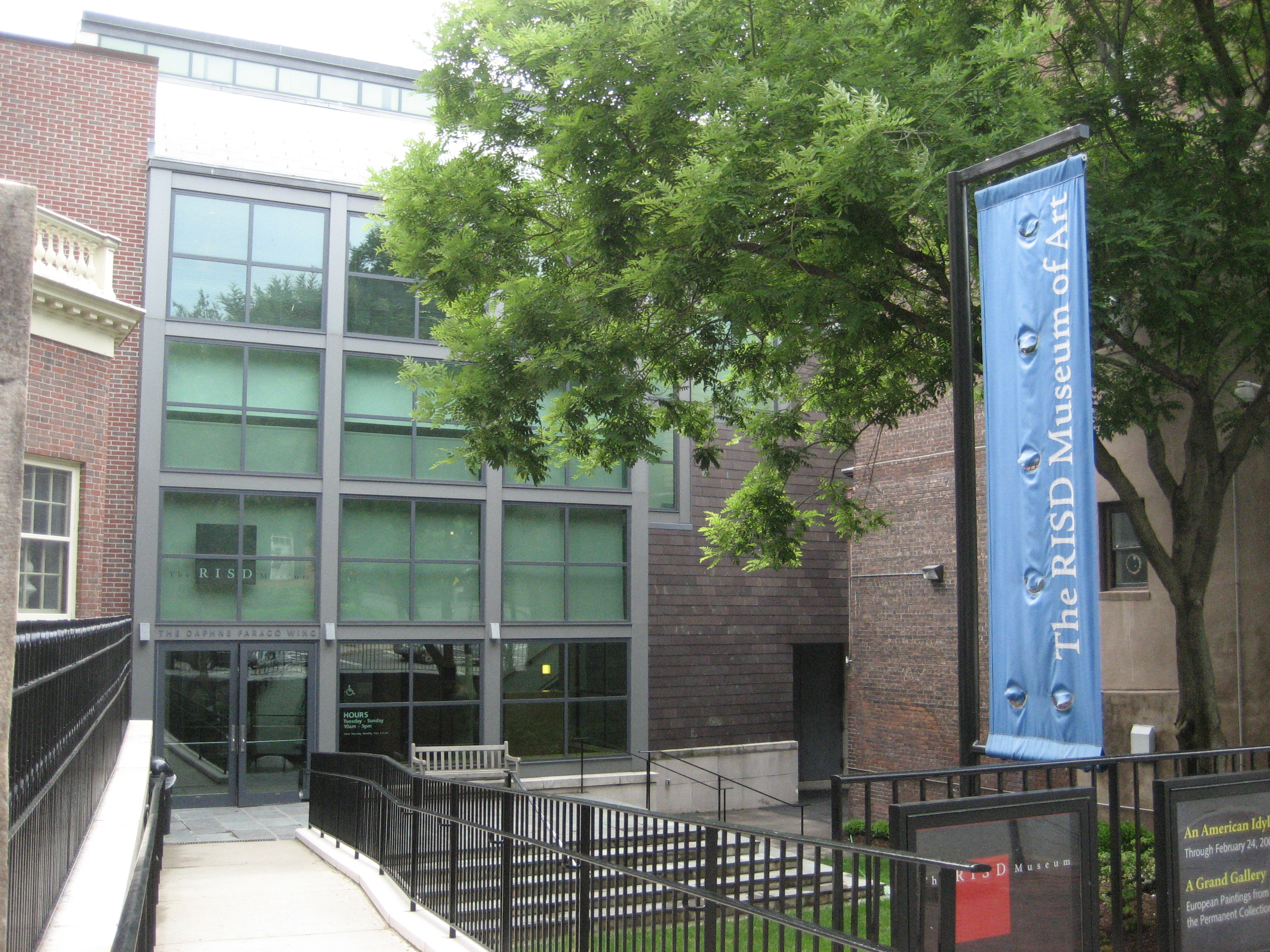
The RISD Museum of Art

로드아일랜드 스쿨 오브 디자인 (Rhode Island School of Design, 약칭 RISD, '리즈디')은 미국 로드아일랜드주의 주도 프로비던스에 위치한 미국의 명문 예술대학이다. 1877년에 설립되었으며, 미국에서 가장 살기좋은 도시 중 하나로 꼽히는 프로비던스의 유서깊은 칼리지 힐 지역에 위치하고 있다. 미국인들에겐 보통 리즈디(RISD)라는 애칭으로 불린다. 명문가 집안 자제들이 많이 입학하는 것으로도 유명하다.
유에스뉴스(U.S. News & World Report) 등 각종 미국대학순위 조사에서 수년간 시카고 아트 인스티튜트 스쿨(SAIC), 마이카(MICA), 칼아츠(California Institue of Arts) 등의 전문예술대학들과 아이비리그에 속한 예일, 컬럼비아 등의 종합대학 소속 미술대학들을 제치고 최고의 미술대학으로 선정되었다.
영국 식민지 시절 미국독립전쟁의 불씨를 당긴 보스톤 차 사건보다 앞서 대영항쟁이 시작된 프로비던스는 또한 미국내에서 처음으로 노예제도를 폐지한 곳으로 자유롭고 진보적인 도시로 명성이 높은데, 그러한 도시 분위기에 걸맞게 리즈디 역시 자유롭고 진보적인 학풍을 가진 것으로 알려져 있다.
입학사정 때 포트폴리오 등 실기만 주로 치중해 심사하는 일반적인 다른 예술대학들과 달리 리즈디의 입학사정은 강력한 포트폴리오 외에도 학교성적, SAT 등 대입시험 점수 등도 비교적 높은 비중을 차지한다. 입학생들에게 매우 높은 수준의 입학자격을 요구하기 때문에 지원자 합격률은 13%(2024년 기준)로 다른 예술대학들과 비교해 상당히 낮은 편이다. 유학생의 경우에는 IBT 기준으로 최소 93점의 토플 성적을 요구하는데 대부분의 예술대학들이 IBT 70~80점대를 요구하는 것을 감안하면 리즈디는 상당히 높은 점수를 요구하는 편이다. 또한 다른 예술대학들과 달리 유학생에게도 미국대입학력시험 SAT 점수를 요구한다.
리즈디의 수업은 어렵고 까다롭기로 유명하다. 전통적인 시각예술, 디자인 등에 현대적 첨단과학과 기술을 접목시키는 수업방식으로 잘 알려져 있는데, 실제 미 항공우주국은 2030년 화성에 보낼 유인 탐사선의 내부 디자인을 리즈디에 맡기기도 했다. 학생들에게 많은 과제를 내주는 것으로 유명해 학기 중 재학생들 사생활 영위가 거의 불가능 하다는 우스갯소리까지 있다. 1학년 과정은 신입생 모두가 기숙사에 입사해서 '파운데이션 스터디'라고 불리는 무전공 시스템으로 공부를 해야하며, 드로잉, 3D, 디자인 등 여러 분야의 미술수업 외에도 문학, 역사, 철학 등의 인문학, 사회과학 등 다양한 교양수업 과정을 성공적으로 마친 후 2학년부터 자신의 전공분야를 선택할 수 있다. 또한 캠퍼스가 바로 옆에 붙어있는 아이비리그의 브라운 대학교와는 오랜 자매학교로 공동학점제, 공동학위제 등 각종 연계 프로그램을 함께 운영해오고 있어 두 학교의 재학생들은 서로의 수업을 교차로 등록해서 들을 수도 있으며 각종 학교시설을 공동으로 사용하기도 한다.
리즈디는 470여명의 교수들과 큐레이터들을 비롯해, 400명의 교원들로 이루어져있다. 2,000여명의 학부생들과 470여명의 대학원생들이 미국을 포함한 57여개국에서 등록해있는 상황이다. 16개의 대학 전공과 17개의 대학원 전공이 있다. 리즈디는 미국내의 36개의 주도적 예술학교로 구성되어있는 미국 사립 예술·디자인 대학 협회(AICAD)의 멤버로 등록되어있다. 또한 리즈디 미술관에는 45개 전시실에 80,000여점 이상의 각종 예술작품들이 보전되어있다.
리즈디는 교육 분야에 있어서 다양한 영역을 다루고 있다. 순수 미술 전 분야, 즉 조각, 판화, 회화, 삽화, 사진, 영화, 비디오 등의 과목을 갖고 있고, 디자인의 전 분야, 예를 들면 복장 디자인, 그래픽 디자인, 산업 디자인 등이 있다. 공예분야에서는 섬유, 유리, 가구, 보석, 금속, 도자기 등이 있고, 건축 분야에는, 실내 장식, 옥외 조경, 건축 등을 망라하고 있다. 미국에 미술 대학이 많이 있지만, 이곳처럼 여러 분야를 다루고 있는 학교는 많지 않다고 한다.
졸업생들은 여러 분야에서 두각을 나타내고 있으며, 유명한 동문으로는 톱 의상 디자이너 니콜 밀러, 일러스트작가 데이비드 매콜리, 세계적인 유리제품 디자이너 데일 치훌리(Dale Chihuly), 영화 '굿 윌 헌팅'과 '나만의 아이다호 주'를 연출한 거스 밴샌트, 폭스 TV의 '패밀리 가이'를 제작한 텔레비전 작가/배우 세스 맥팔레인, 동화작가 크리스 밴올즈버그(Chris Van Allsburg), 유명 주간지<뉴요커>의 일러스트작가 로즈 채스트(Roz Chast), 영화감독 마사 쿨리지(Martha Coolidge), 홍콩의 유명가수 저스틴 로 등이 있다.
재학생중 여학생 비율이 68%이다. 전 세계 56개 국가에서 온 유학생 신분 학생이 31.3%를 차지한다. 학생대 교수의 비율은 9.2 :1이다.

## 입학 현황
리즈디는 미술 대학으로서 학생들에게 매우 높은 수준의 입학 자격을 요구한다. 매년 3,000명 이상의 학부 지원자들에게는 미 대학수학능력시험 SAT 점수와 GPA 등 학력고사 점수, 고등학교 석차와 성적등을 심사해서 절반 정도를 탈락시키고, 2차 심사에서는 지원자들이 제출한 두장의 홈테스트, 12점이상의 포트폴리오 등 전공분야의 작품을 심사해서 다시 반을 탈락시킨다고 한다. 2019학년도 합격율은 20.7%였으며, 2022학년도 합격율은 18.7%로 점점 입학이 까다로워지고 있다.

## 전공문야 목록
- 의상디자인(Apparel Design) - B.F.A.
- 건축(Architecture) - B.F.A./B.Arch, M.Arch
- 도예(Ceramics) - B.F.A., M.F.A.
- 디지털 미디어(Digital + Media) - M.F.A.
- 영상(Film/Animation/Video) - B.F.A.
- 가구디자인(Furniture Design) - B.F.A., M.F.A.
- 유리공예(Glass) - B.F.A., M.F.A.
- 그래픽디자인(Graphic Design) - B.F.A., M.F.A.
- 일러스트레이션(Illustration) - B.F.A.
- 산업디자인(Industrial Design) - B.F.A., B.I.D., M.I.D.
- 건축인테리어(Interior Architecture) - M.A., M.I.A.
- 금속공예(Jewelry/Metalsmithing) - B.F.A., M.F.A.
- 조경건축(Landscape Architecture) - M.L.A.
- 회화(Painting) - B.F.A., M.F.A.
- 사진(Photography) - B.F.A., M.F.A.
- 판화(Printmaking) - B.F.A., M.F.A.
- 조각(Sculpture) - B.F.A., M.F.A.
- 미술교육학(Teaching & Learning in Art & Design) - M.F.A.
- 섬유(Textiles) - B.F.A., M.F.A.
- 순수미술(Fine Art) - B.F.A.